# Economía de Guatemala
La economía de Guatemala constituye la mayor economía de América Central, y la novena de América Latina. Su PIB, representa un tercio del PIB regional. El país mantiene fundamentos macroeconómicos sólidos en los últimos años, con un nivel de reservas elevado, un nivel controlado del déficit público (1,71% en 2022) y del déficit exterior y una deuda pública baja, del 29,22% del PIB en 2022. La renta per cápita del país ha crecido en los últimos años a niveles en torno a los 6.682 dólares. En 2023, la tasa de crecimiento anual fue del 3,4% y un 3,7% en 2024.
El sector más grande en la economía guatemalteca era tradicionalmente la agricultura, siendo Guatemala el mayor exportador mundial de cardamomo, el segundo mayor exportador de banano, el quinto exportador de azúcar y el décimo productor de café. El sector del turismo en Guatemala es el segundo generador de divisas para el país tras las remesas de los emigrantes, la industria es una importante rama de la economía guatemalteca y el sector de servicios está aumentando en importancia. En 2016, .

## Datos de interés de la economía
| Países de América Latina según el tamaño de su Economía PIB (producto interno bruto) en 2022                                                                           | Países de América Latina según el tamaño de su Economía PIB (producto interno bruto) en 2022 | Países de América Latina según el tamaño de su Economía PIB (producto interno bruto) en 2022 |
| N.º | País                                                                                         | PIB nominal (millones de dólares)                                                            |
| --- | -------------------------------------------------------------------------------------------- | -------------------------------------------------------------------------------------------- |
| 1° | Brasil                                                                                       | USD 2.138.918 millones                                                                       |
| 2° | México                                                                                       | USD 1.212.831 millones                                                                       |
| 3° | Argentina                                                                                    | USD 625.921 millones                                                                         |
| 4° | Colombia                                                                                     | USD 547.978 millones                                                                         |
| 5° | Chile                                                                                        | USD 486.269 millones                                                                         |
| 6° | Perú                                                                                         | USD 231.567 millones                                                                         |
| 7° | Ecuador                                                                                      | USD 106.621 millones                                                                         |
| 8° | República Dominicana                                                                         | USD 100.845 millones                                                                         |
| 9° | Guatemala                                                                                    | USD 97.956 millones                                                                          |
| 10 ° | Panamá                                                                                       | USD 80.413 millones                                                                          |
| 11° | Costa Rica                                                                                   | USD 66.711 millones                                                                          |
| 12° | Uruguay                                                                                      | USD 63.370 millones                                                                          |
| 13° | Venezuela                                                                                    | USD 61.287 millones                                                                          |
| 14° | Paraguay                                                                                     | USD 40.737 millones                                                                          |
| 15° | Bolivia                                                                                      | USD 32.291 millones                                                                          |
| 16° | Honduras                                                                                     | USD 29.407 millones                                                                          |
| 17° | El Salvador                                                                                  | USD 24.021 millones                                                                          |
| 18° | Trinidad y Tobago                                                                            | USD 22.158 millones                                                                          |
| 19° | Jamaica                                                                                      | USD 15.256 millones                                                                          |
| 20° | Haití                                                                                        | USD 14.532 millones                                                                          |
| 21° | Nicaragua                                                                                    | USD 9.417 millones                                                                           |
| Nota: La Economía de México sobrepasa el 1 Billón de dólares La Economía de Brasil alcanza los 2 Billones de dólares. Fuente: Fondo Monetario Internacional FMI (2018) |                                                                                              |                                                                                              |

Se calcula que el PIB de Guatemala en 2000 era de 23.000 millones de dólares estadounidenses, con un decrecimiento real de aproximadamente el 3,3% sobre el año anterior. Después de la firma de los acuerdos de paz en diciembre de 1996, Guatemala estaba bien posicionada para un rápido crecimiento en los años siguientes. La economía de Guatemala está dominada por el sector privado, que genera alrededor del 85% del Producto interior bruto. La agricultura contribuye con el 23% del PIB y constituye el 75% de las exportaciones. La mayoría de la manufactura es de ensamblaje ligero y procesamiento de alimentos, dirigido a los mercados domésticos, de Estados Unidos, y Centroamérica. Durante años pasados, el turismo y la exportación de textiles y productos agrícolas no tradicionales como vegetales de invierno, frutas y flores se han incrementado. Se mantienen las exportaciones más tradicionales como el azúcar, bananas, y el café; el país es el primer exportador mundial de arveja china.
Estados Unidos es el mayor socio comercial del país, proveyendo el 55% de las importaciones de Guatemala y recibiendo el 40% de sus exportaciones. El sector público es pequeño y está reduciéndose, con sus actividades de negocios limitadas a servicios públicos -algunos de los cuales se han privatizado- puertos, aeropuertos, y varias instituciones financieras orientadas al desarrollo. Guatemala fue cualificada para recibir ventajas a la exportación bajo el Acta de Comercio de la Cuenca del Caribe (Caribbean Basin Trade and Partnership Act, CBTPA) de los Estados Unidos en octubre del 2000, y goza de acceso a los beneficios del Sistema de Preferencias Generalizado (SPG) de la Unión Europea. Sin embargo, debido a graves carencias en la protección de los derechos de los trabajadores, los privilegios de Guatemala en el CBTPA y el GSP están bajo revisión.
Entre las prioridades económicas actuales están:
- Liberalizar el régimen de comercio;
- Reformar el sector de servicios financieros;
- Reformar las finanzas públicas;
- Simplificar la estructura tributaria, mejorar el cumplimiento de impuestos, y ampliar la base imponible.
- Mejorar el clima de inversión por medio de simplificaciones en procedimientos y regulaciones y adoptando el objetivo de concluir tratados para proteger las inversiones y los derechos de propiedad intelectual.

Los aranceles de importación han bajado conjuntamente con los de sus vecinos centroamericanos, de manera que la mayoría está entre el 0% y el 15%, y hay más reducciones planificadas. Respondiendo al cambiado ambiente político y de políticas económicas, la comunidad internacional ha movilizado recursos sustanciales para apoyar los objetivos de desarrollo económico y social. Los Estados Unidos, conjuntamente con otros países donantes -especialmente Francia, Italia, España, Alemania, Japón, y las instituciones financieras internacionales- han incrementado la financiación de proyectos de desarrollo. La respuesta de los donantes a la necesidad de soporte financiero internacional para la implementación de los Acuerdos de Paz es, sin embargo, contingente a las reformas al Gobierno Guatemalteco y el financiamiento de su parte.
Entre los problemas que obstaculizan el crecimiento económico están la alta tasa de criminalidad, analfabetismo y los bajos niveles de educación, beches y un mercado de capitales inadecuado y subdesarrollado. También se encuentran la falta de infraestructura, particularmente en los sectores de transporte, y electricidad, aunque las compañías telefónica y eléctrica del estado fueron privatizadas en 1998. Dando como resultado que la red de telefonía celular se abriera a toda la población de Guatemala en 2009 había más celulares en el país que personas, entre las fortalezas esta la moderna red del sector de telecomunicaciones, la infraestructura vial es la mejor comparada con la de Centroamérica. La distribución de los ingresos y la riqueza permanece altamente desigual. El 10% más rico de la población recibe casi la mitad del total de ingresos; el 20% más alto recibe dos tercios del mismo. Como resultado, aproximadamente el 50% de la población vive en pobreza, y el 18% vive en extrema pobreza. Los indicadores sociales de Guatemala, como mortalidad infantil y analfabetismo están entre los peores en el hemisterio de economía.

## Agricultura

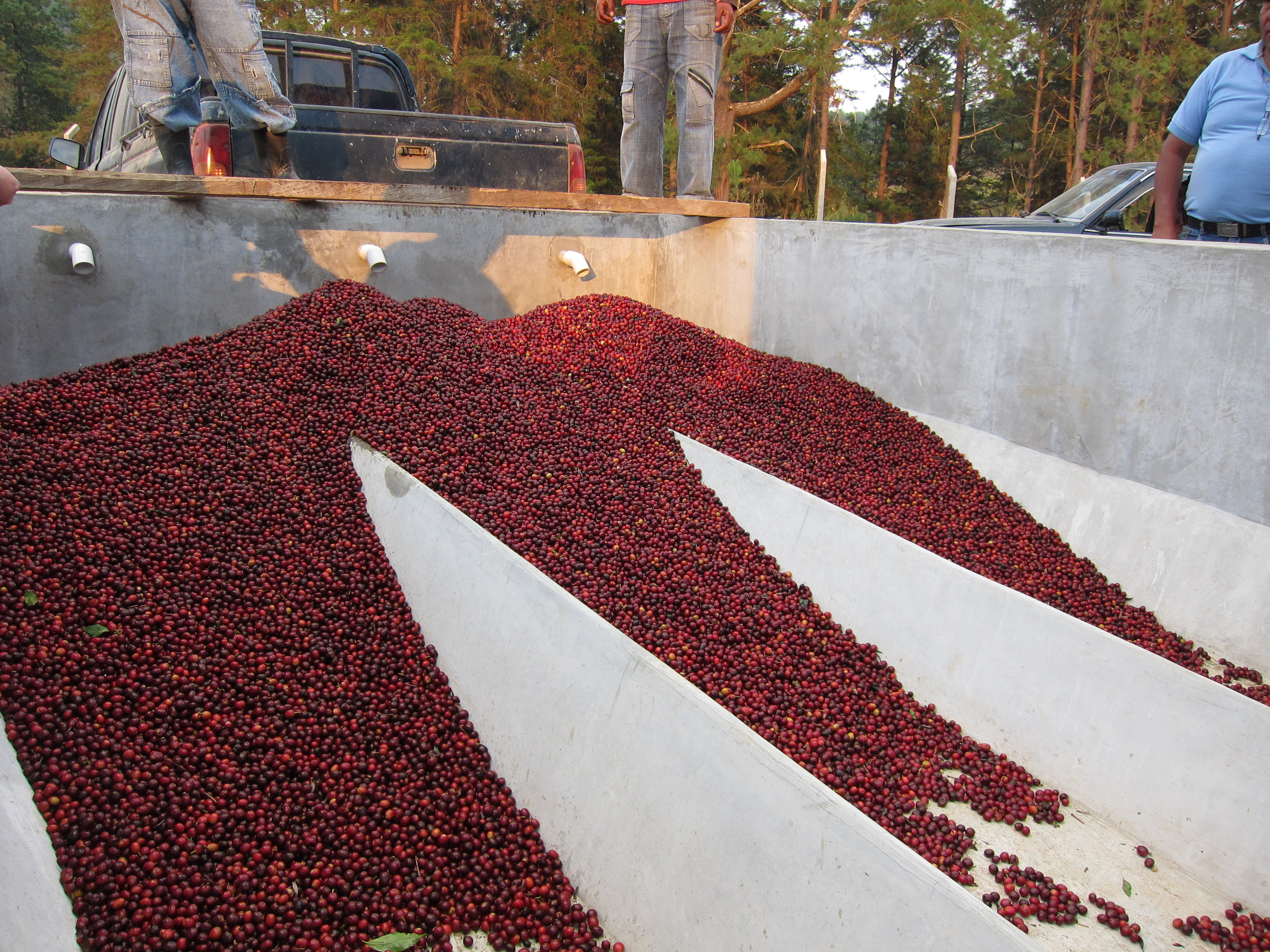
Cosecha de café en Guatemala.

Guatemala es uno de los 10 mayores productores mundiales de café, caña de azúcar, melón y caucho natural, y uno de los 15 mayores productores de banano y aceite de palma.
En 2018, Guatemala produjo 35,5 millones de toneladas de caña de azúcar (es uno de los 10 mayores productores del mundo) y 4 millones de toneladas de plátano (es uno de los 15 mayores productores mundiales). Además, en el mismo año produjo 2,3 millones de toneladas de aceite de palma, 245 000 toneladas de café, 1,9 millones de toneladas de maíz, 623 000 toneladas de melón, 312 000 toneladas de piña, 564 000 toneladas de patata, 349 000 toneladas de caucho, 331 000 toneladas de tomate, 253 000 toneladas de frijoles, 124 000 toneladas de aguacate, 124 000 toneladas de limón, 177 000 toneladas de naranja, 120 000 toneladas de coliflor y brócoli, 93 000 toneladas de papaya, 107 000 toneladas de sandía, 98 000 toneladas de zanahoria, 75 000 toneladas de repollo, 84 000 toneladas de lechuga y achicoria, 38 000 toneladas de cardamomo además de producciones menores de otros productos agrícolas.

## Importaciones y exportaciones

### Datos históricos
| Dato                            | Área                                                                   | Subdivisión | Total                                                                  | Año  |
| ------------------------------- | ---------------------------------------------------------------------- | --- | ---------------------------------------------------------------------- | ---- |
| Población económicamente activa | Ocupación                                                              | agricultura | 50%                                                                    | 1999 |
| Población económicamente activa | Ocupación                                                              | industria | 15%                                                                    | 1999 |
| Población económicamente activa | Ocupación                                                              | servicios | 35%                                                                    | 1999 |
| Industrias                      | azúcar, textil, muebles, químicos, petróleo, metales, caucho, turismo. | azúcar, textil, muebles, químicos, petróleo, metales, caucho, turismo.                                            | azúcar, textil, muebles, químicos, petróleo, metales, caucho, turismo. |      |
| Electricidad                    | Producción                                                             | Total | 6.585 millones de kWh                                                  | 2010 |
| Electricidad                    | Producción por origen                                                  | combustibles fósiles                                                                                              | 26,42%                                                                 | 1998 |
| Electricidad                    | Producción por origen                                                  | hidroeléctrica | 66,61%                                                                 | 1998 |
| Electricidad                    | Producción por origen                                                  | nuclear | 0%                                                                     | 1998 |
| Electricidad                    | Producción por origen                                                  | otros | 6,97%                                                                  | 1998 |
| Electricidad                    | Consumo                                                                | Consumo | 2.914 billones kWh                                                     | 1998 |
| Electricidad                    | exportaciones                                                          | exportaciones | 6 millones kWh                                                         | 1998 |
| Electricidad                    | importaciones                                                          | importaciones | 51 millones kWh                                                        | 1998 |
| Agricultura                     | productos                                                              | caña de azúcar, maíz, bananas, café, alubias; ganado, ovino, porcino, volatería                                   |                                                                        |      |
| Exportaciones                   | productos                                                              | café, azúcar, bananas, fruta y vegetales, carne, petróleo, electricidad                                           | 8.840 millones de US$                                                  | 2010 |
| Exportaciones                   | Por país                                                               | Estados Unidos | 48%                                                                    | 1997 |
| Exportaciones                   | Por país                                                               | El Salvador | 10%                                                                    | 1997 |
| Exportaciones                   | Por país                                                               | Honduras | 6%                                                                     | 1997 |
| Exportaciones                   | Por país                                                               | Alemania | 5%                                                                     | 1997 |
| Exportaciones                   | Por país                                                               | Costa Rica | 4%                                                                     | 1997 |
| Importaciones                   | Productos                                                              | combustible, equipo de maquinaria y transporte, materiales de construcción, cereales, fertilizantes, electricidad | 14,5 millones de US$                                                   | 2010 |
| Importaciones                   | Por país                                                               | |                                                                        |      |
| Importaciones                   | Estados Unidos                                                         | 46% | 1997                                                                   |      |
| Importaciones                   | México                                                                 | 13% | 1997                                                                   |      |
| Importaciones                   | El Salvador                                                            | 5% | 1997                                                                   |      |
| Importaciones                   | Venezuela                                                              | 5%, | 1997                                                                   |      |
| Importaciones                   | Japón                                                                  | 4% | 1997                                                                   |      |
| Ayuda económica recibida        |                                                                        | | 212 millones de US$                                                    | 1995 |

### Productos de exportación
Los principales productos de exportación son: azúcar, banano, café, cardamomo, petróleo y en menor medida la energía eléctrica.
El valor total de las exportaciones era de US$4 mil 839,8 millones a principio de diciembre de 2008 (unos US$ 808,3 millones más que el año pasado, de acuerdo a un reporte al 11 de diciembre del Banguat). Los cinco principales productos de exportación representan el 26,5% del total de exportaciones del país, que ascendió a US$ 1516,6 millones. El crecimiento del valor total de las exportaciones guatemaltecas aumentó en un 20,1% debido a los altos ingresos por el aumento del precio del café, petróleo y cardamomo en los mercados mundiales. Sin embargo, el precio y volumen de las ventas de azúcar disminuyó.

### Productos de importación
Los principales productos de importación son: materias primas, materiales de construcción, combustibles, bienes de consumo, bienes de capital.
El valor CIF de las importaciones ascendió al monto de US$ 7482,1 millones, mayor en US$ 1082.6 millones equivalente al 16,9% respecto al registrado durante el primer semestre de 2007. El ritmo de crecimiento que tuvieron las importaciones en esta primera mitad de 2008 fue mayor al 12,7% (durante igual período de 2007). Este aumento se atribuye al alza en la factura petrolera.
A nivel de los bienes de consumo, cuyo monto (US$ 1795,5 millones) absorbió el 24,0% de las importaciones totales, aumentó 5,6% en comparación con el 15,8% del año anterior. En gran parte, esta desaceleración se debió a la disminución en la importación de bienes de consumo duradero (-6,7%). Con respecto a las importaciones de combustibles y lubricantes, su valor CIF fue de US$ 1592.8 millones, mayor en US$ 510,5 millones (47,2%) al monto en que se situaron a igual fecha del año anterior.

### Comercio exterior
- Con los Estados Unidos de América: Durante los primeros seis meses de 2008, el 41,2% de las exportaciones de Guatemala se destinaron al mercado de los Estados Unidos de América, mientras que 36,3% de las importaciones tuvo su origen en el mismo país. El valor de las exportaciones fue de US$ 1646,3 millones mayor en 7,5% a las realizadas a junio de 2007, en tanto que las importaciones que ascendieron a US$ 2712,4 millones resultaron mayores en 24,5%. Como resultado de lo anterior la balanza comercial con dicho país fue deficitaria en US$ 1066,1 millones, con un incremento de US$ 419,0 millones (64,8%) en relación con el primer semestre de 2007.

Las remesas enviadas por la diáspora guatemalteca, principalmente residente en Estados Unidos, son la principal fuente de ingresos en moneda extranjera de Guatemala, y llegaron a US$4.300 millones en 2008, superando al café, el azúcar y otras exportaciones. Aproximadamente 1,35 millones de ciudadanos guatemaltecos, o 10% de la población, viven en EE. UU. Unos 3,5 millones de personas que aún viven en Guatemala dependen de estas remesas, según el Instituto Centroamericano de Estudio Sociales y Desarrollo, en Guatemala.
- Con Países que tienen Tratados de Libre Comercio con Guatemala: al mes de junio de 2009, se encontraban en pleno funcionamiento los tratados de libre comercio suscritos con Centroamérica, México, República Dominicana, Taiwán, Panamá, Colombia y los Estados Unidos de América. La cobertura de estos tratados abarcó el 78,2% de las exportaciones y 57,5% de las importaciones. Excepto el comercio con Estados Unidos, el monto de las exportaciones realizadas durante el primer semestre con los otros socios comerciales se sitúo en US$ 1480.9 millones mayor en 23,2% al registrado en igual período de 2007. Por su parte, el valor de las importaciones fue de US$ 1583.9 millones con un aumento de 24.0% sobre el año anterior. El resultado consolidado de la balanza comercial fue negativo en US$ 103,0 millones.
  - Centroamérica. Como resultado de exportaciones por US$ 1158.0 millones e importaciones por US$ 795,0 millones, el intercambio comercial de Guatemala con los demás países de la región centroamericana se tradujo en un superávit de US$ 363,0 millones, mayor en 22.7% al obtenido en igual período del año anterior. Con El Salvador, Honduras y Nicaragua la balanza comercial, en su orden, fue favorable en US$ 127,3, US$ 173,3 y US$ 117,7 millones, respectivamente, mientras que con Costa Rica el saldo fue negativo en US$ 55.4 millones.
  - México. Con un monto de US$ 251,0 millones las exportaciones a México se incrementaron en 25,2% respecto al primer semestre del año precedente. Los principales productos exportados fueron metales preciosos (US$ 68.3 millones); grasas y aceites comestibles US$ 46.6 millones; caucho natural (US$ 35,6 millones); materiales textiles (US$ 14,5 millones); camarón y langosta (US$ 16,9 millones); preparados a base de cereal US$ 5.7 millones; y, bebidas alcohólicas US$ 5,2 millones. Por su parte, las importaciones que sumaron US$ 720.3 millones con un aumento de 28.8%, generaron un saldo negativo de US$ 469.3 millones.
  - República Dominicana. Durante el semestre se realizaron exportaciones por valor de US$ 60.6 millones, mayor en 35.3% a las de igual período del año anterior. Dentro de una variedad de productos vendidos destacaron: detergentes y jabones US$ 10,0 millones; vidrio y sus manufacturas US$ 8,4 millones; insecticidas US$ 3,0 millones; y, preparados de cereales US$ 4,9 millones. Las importaciones fueron de US$ 12,3 millones y, por lo tanto, se registró un superávit comercial de US$ 48,3 millones.
  - Taiwán. Las exportaciones efectuadas a la isla fueron del orden de los US$ 11.3 millones con una disminución de 5,3% en relación con las del primer semestre de 2007. Los principales productos exportados fueron: desperdicios y desechos de metales US$ 4,6 millones; café US$ 2,3 millones; azúcar US$ 2,1 millones; y, tabaco en rama US$ 1,4 millones. A la vez, las importaciones cuyo monto aumentó 15,4% se situaron en US$ 56,3 millones. La balanza comercial cerró con un saldo negativo de US$ 45,0 millones.

### Tipo de cambio
| Quetzal | Fecha              |
| ------- | ------------------ |
| 7.73    | Octubre de 2022    |
| 7.6555  | Septiembre de 2018 |
| 7.34589 | Marzo de 2017      |
| 7.8689  | Mayo de 2016       |
| 7.7256  | Junio de 2011      |
| 8.3256  | Enero de 2010      |
| 7.4765  | Agosto de 2008     |
| 7.8675  | Enero de 2003      |
| 7.9625  | 2001               |
| 7.3856  | 1999               |
| 6.3947  | 1998               |
| 5.8103  | 1995               |
| 1       | 1950-1978          |

Para observar la relación de las importaciones y exportaciones y ver el impacto de la teoría de la dependencia de Prebish hemos acudido a la "Oxford Latin America Economic History Database" (OXLAD) y hemos obtenido los datos los términos de intercambio de Guatemala con Estados Unidos y con el resto del mundo. Estas variables nos vienen representar la relación de precios medios que había entre las importaciones y exportaciones guatemaltecas. Por encima de 100, eso vendría a decir que lo que Guatemala exportaba tenía un precio medio superior al precio medio de lo que importaba, luego era más beneficioso para este.

## Historia económica

### sigloXIX

#### Exposición centroamericana y colapso del café
En marzo de 1897, coincidiendo con el inicio de la Exposición Centroamericana la revista cultura La Ilustración Guatemalteca  publicó un análisis detallado de la situación económica de Guatemala. Para entonces, los bancos del país presentían una mala situación y habían querido mejorar sus créditos exigiendo garantías fiduciarias, retirando créditos y pasando circulares con lo que consiguieron general el pánico entre la población guatemalteca. Por otra parte, algunos bancos habían incrementado considerablemente el tipo de interés aprovechando la concesión que tenían del gobierno para emitir billetes.
En ese momento, la cesación del alza de los precios de los valores públicos se había convertido en un descenso rápido y desconsolador; por ejemplo, las acciones del Banco Internacional bajaron de $5500 a $5000 entre junio de 1896 y febrero de 1897, mientras que las bonos de la Exposición y del Ferrocarril del Norte bajaron de $90 y $44 a $80 y $32, respectivamente en el mismo período.  Sólo se mantuvieron estables las acciones del Banco de Occidente y los bonos de la deuda flotante ya que las acciones del banco no podían estar más bajas produciendo 11% por acción; de los bonos de la deuda flotante, emitidos originalmente por tres millones de pesos, restaban ya solamente $380 000 que se encontraban en un reducido círculo de personas acuadaladas, quienes no las ofrecían porque no tenían ninguna necesidad de hacerlo por el momento. Finalmente, los bonos del Ferrocarril del Norte fueron los que más cayeron, pues estaban en manos de empleados y personas poco acaudaladas, que se habían visto en la necesidad de venderlos para subsistir.
De acuerdo al análisis de La Ilustración Guatemalteca, en marzo de 1897 existía una paralización completa en los negocios por carencia casi absoluta de efectivo, situación muy grave que estaba empezando a afectar el comercio, la agricultura, la industria y demás fuentes de riqueza.  Las causas de este serio problema eran el excesivo desarrollo que el gobierno de Reina Barrios había dado a necesidades ficticias -o sea, el embellecimiento de la Ciudad de Guatemala, proyecto de Acatán y el gasto millonario en la Exposición Centroamericana- sin haber tomado en cuenta el verdadero estado de las cuentas nacionales y para las que necesitó de muchos recursos particulares obtenidos por medio de bonos.  Esta actitud se había trasladado a la población en general, ya que las familias habían entrado en una época de lujo y vanidad en el que se buscaban coches, caballerizas, lacayos con lujosa librea, visitas al teatro y otras cosas en las que se gastaba más de lo que las familias tenían de ingresos; esto resultaba en que se hubiera abusado del crédito y de la especulación. Se consideraba para entonces que la única solución era una austeridad completa con un plan de economías y la abstención absoluta de todo dispendio innecesario y se temía que se llegara a una bancarrota estatal.
Por otra parte se indicaba que el país solamente producía café y no tenía ningún otro fruto con qué hacer frente al sinnúmero de necesidades aumentadas por los bonos para el Ferrocarril del Norte, para Acatán y para la Exposición, entre otros; por otra parte, todo era importado y por consiguiente, el país era deudor no solo por el importe de los bienes, sino también por el cambio de moneda, los fletes y las comisiones. Las exporaciones guatemaltecas no llegaban a veinte millones de pesos y como eran muchas la fincas en manos extranjeras, no regresaba al país el valor total de las exportaciones.
En resumen, no quedaba saldo alguno que pudiera equilibrar la balanza del comercio guatemalteco en 1897 y se recomendaban medidas de austeridad y que se hiciera un préstamo a largo plazo negociado en buenas condiciones, y que no fuera como los que hasta entonces se habían hecho por los gobiernos guatemaltecos que no solamente tenían intereses excesivos, sino que no eran administrados de forma honrada.
El 10 de marzo, el periódico opositor La República publicó que no existía regocijo entre la población guatemalteca por la realización de la Exposición, a pesar de la majestuosidad de la misma; dicha apatía se debía a la preocupación por los acontecimientos económicos y políticos de los últimos meses. Se hizo ver que desde un principio la idea de hacer la exposición no fue bien recibida -a pesar de que la situación económica del país era muy buena en ese momento- y que en 1897 la crisis hacía por demás impopular a la celebración: la escasez de dinero, la reducción de negocios y la imposición de mayores sacrificios para sufragar la Exposición, hicieron que los ciudadanos la rechazaran por completo.
A finales de marzo de 1897 continuaron los fuertes editoriales contra el gobierno en La República.  En uno se indicaba que no se había concluido la línea del Ferrocarril del Norte y que para ello se necesitan casi doce millones de pesos guatemaltecos y que si se suspendían dichos trabajos, el costo del mantenimiento de lo ya construido costaría cerca de cuatro millones y medio de pesos guatemaltecos.  Los editores de La República acusaron al gobierno de despilfarrar el erario pues trató de hacerlo todo a la vez: aparte del Ferrocarril del Norte -que por sí solo hubiera traído grandes beneficios económicos a Guatemala- se habían construido bulevares, parques, plazas, edificios suntuosos, aparte de gastar tres millones de pesos guatemaltecos en la Exposición. La República fue incluso un poco más allá y acusó al presidente de apropiarse de bienes del Estado. En otro fuerte artículo contra el gobierno, acusan de deficiente el manejo de agua -la cual se obtenía en parte del proyecto de Acatán- y que se estaba utilizando en las fuentes de la Exposición dejando sin abastecimientos a la población de la Ciudad de Guatemala.  Por estas publicaciones, el periódico fue cerrado temporalmente por el gobierno de Reina Barrios, aunque fue reabierto pocos meses después.

### SigloXX

#### República bananera
A principios del siglo XX el gobierno guatemalteco del licenciado Manuel Estrada Cabrera suscribió un contrato con la United Fruit Company (compañía estadounidense) para cultivar y comprar banano, así como para mantener una línea de vapores con Nueva Orleans. Este hecho como muestran los datos (entre 1900 y 1914 los TOT estuvieron variando entre un 137% y un 121%) mantuvo más o menos estables los precios de las exportaciones, y por encima de los precios de las importaciones con EE. UU.
Por otro lado, un aspecto que afectaba e, incluso hoy día, continúa afectando la producción del café, son las fuertes fluctuaciones del sistema de precios en el comercio internacional. Para tratar de corregir estas alteraciones, desde finales del siglo pasado Brasil introdujo medidas restrictivas en la siembra de café, con el objeto de reducir la oferta exportable y mantener precios altos. Esta política fue repetida por Brasil en 1907, 1909 y 1913, y que favoreció a Guatemala, ya que en las tres primeras décadas del siglo, se disfrutaron ingresos provenientes de precios relativamente altos del café, hasta la crisis económica de 1929, cuando, como resultado de la caída de los precios, muchos finqueros quebraron y las propiedades pasaron a las manos de los extranjeros que les habían otorgado créditos.
En las décadas de 1920 y 1930, Guatemala suscribió convenios y tratados comerciales con varios países europeos, como Francia, Gran Bretaña y Noruega, así como con Canadá; todos ellos ampliaron las posibilidades de colocar exportaciones adicionales de café. Este acuerdo al igual que el que se suscribió a principios de siglo con la UFCO, implicó que las exportaciones guatemaltecas tuvieran salida no solo a Estados Unidos, y que por lo tanto se mejorase la relación de intercambio existente con el resto del mundo.
La Gran depresión paró los mercados internacionales y esto afectó al intercambio de bienes con todo el mundo, incluyendo a EE. UU., lo que hizo que se encarecieran las importaciones, y que los países que recibían los productos guatemaltecos dejaran de adquirirlos. Este descenso del nivel de intercambio se mantuvo hasta bien entrada la Segunda Guerra Mundial.

#### Socialismo espiritual
A partir de 1944 se comenzó a promocionar las exportaciones, especialmente de productos no tradicionales. Para alcanzar dichos fines se procuró ofrecer servicios de ayuda al productor-exportador nacional y al importador extranjero. A esto hay que sumarle la participación de Guatemala en el MCCA, lo que benefició el libre comercio de productos originarios del país y de los otros socios centroamericanos, a raíz de los primeros tratados de integración, a finales de la década 1950, y de otros, especialmente del Tratado General, suscrito en el año 1960. Por otro lado la Segunda Guerra Mundial que asoló los países de los principales proveedores guatemaltecos, ayudó al comercio de este ya que estos países necesitaban abastecimiento sobre todo de materias primas, pero también algunos productos manufacturados que ya la industria guatemalteca producía, y además la Segunda Guerra Mundial provocó una bajada de los productos que Guatemala importaba. Así que como observamos en los datos obtenidos de la OXLAD, entre 1945 y 1960 los términos de intercambio guatemaltecos llegan a alcanzar el 165,3% en los intercambios comerciales con el resto del mundo, especialmente con el continente europeo. Así mismo, el pico de Estados Unidos fue menor, ya que la Segunda Guerra Mundial no le afectó tanto, y además Guatemala tenía una serie de acuerdos comerciales con este de comercio, que no se vieron afectados por el acontecimiento bélico.

#### "Anticomunismo"
A partir de 1960, los términos de intercambio con el resto del mundo empeoran para la economía guatemalteca, es decir, es más caro lo que Guatemala compra que lo que vende. La relación de los precios va empeorando bruscamente lo que queda de siglo y en el año 2000 desciende a niveles del 30%, es decir, el precio de las exportaciones es el 30% de las importaciones. Por el lado estadounidense también se produce un descenso a partir de los años sesenta, pero no tan acusado como el que se produce con el resto del mundo. Este descenso se detiene a comienzos de la década de los 70, y más o menos, lo que queda de siglo se mantiene al alza, estando en el 2000 casi al 140%, es decir, el precio de las exportaciones guatemaltecas son un 40% más alto que el precio de las importaciones con EE. UU.
Por último en el caso de Guatemala se cumple la teoría de Prebish en el largo plazo con todo el mundo, menos con EE. UU. Como ya hemos dicho anteriormente el siglo XX termina con unos términos de intercambio favorables para la economía guatemalteca en el caso de su comercio con Estados Unidos. En el caso estadounidense la teoría de la dependencia no se cumple, ya que ésta dice que las economías de los países periféricos (en este caso sería Guatemala) se ven perjudicadas respecto a las economías de los países centro (en este caso EE. UU.). . No ocurre lo mismo con el caso del resto del mundo, en el que al final del periodo el comercio guatemalteco con el resto se ve muy mermado. Aquí sí que se cumple la teoría desarrollada por Prebish, ya que en este caso el país periférico sale perdiendo con respecto de los países centro (en este caso sería sobre toda Europa).

#### La Industrialización por sustitución de importaciones
Una política muy importante en el marco económico para Latinoamérica, fue la implantación del modelo de industrialización por sustitución de importaciones (ISI), entre 1950 y 1970. Está política se basaba en la producción local de los productos que hasta ahora se importaban, es decir, de fabricar uno mismo las manufacturas que su economía adquiría del exterior. Este modelo de industrialización no obstante no redujo el volumen de importaciones, sino que, simplemente, cambió el tipo de importaciones. Antes importaban el bien completo, ahora importan lo necesario para producirlo. La ISI no solo implica cambios en materia de importaciones, sino que también significa un crecimiento en el sector industrial, un cambio en las exportaciones y un crecimiento económico. En este apartado por tanto queremos analizar estos cambios para la economía guatemalteca. Hemos vuelto a extraer datos de la "Oxford Latin America Economic History Database" (OXLAD) para observar la evolución de las exportaciones, las importaciones, el gasto público y el porcentaje de industrialización del país.
Vamos a comenzar observando el cambio que presentaron las exportaciones en Guatemala. En teoría el modelo ISI trataba de reducir el peso de las exportaciones, conseguir esto, suponía un éxito en este sentido, pero en el caso de Guatemala ocurrió todo lo contrario a lo previsto. 
Durante las tres décadas que duró el periodo de las políticas de industrialización por sustitución de importaciones (ISI) vemos como el peso de las importaciones de la economía guatemalteca, en líneas generales aumentó. Esto quiere decir que en Guatemala la importancia de las exportaciones no siguió el mismo patrón de decrecimiento que, por lo general, se repitió en las demás economías latinoamericanas. De hecho el peso de las exportaciones para la economía guatemalteca en 1950 era tan solo de un 11’78%, y en 1980 este peso pasó a ser del 19’29% es decir, casi se duplicó.Con los datos en la mano vemos como el peso de las importaciones no es muy regular, ya que se aprecian grandes altibajos. Hasta la primera década, llegando hacia 1963 vemos como la tendencia fue como las de las economías latinoamericanas, es decir, las exportaciones comenzaron a perder importancia respecto al PIB, pero es a partir de esta fecha en la que se observa una tendencia alcista de la repercusión de las exportaciones en la economía guatemalteca.
Por otro lado como he mencionado anteriormente, la ISI modificaba los patrones importadores.Para analizar esto hemos observado el toral de las imprtaciones guatemaltecas agrupadas en 3 grupos, bienes de consumo, bienes de capital y de productos intermedios.
La teoría del modelo buscaba reducir las importaciones de bienes de consumo. Estos bienes son productos que ya puede consumir directamente la sociedad como pueden ser el calzado, el vestido, alimentos. En este sentido vemos como sí que se consiguió, aunque la mayor parte del periodo crecieron, en 1966 se alcanzó un máximo llegando al 29,3%, a partir sobre todo de 1973 estas se fueron reduciendo, pasando de un 26,3% en 1960, a un 17,1% en 1980.
Por otro lado la ISI pretendía reducir las importaciones de manera progresiva de bienes de capital y de bienes intermedios. Esto supondría un descenso en los niveles de importación de estos productos (ya que se fabricarían dentro del propio país). Podemos observar que también se redujeron considerablemente los bienes de capital. Estos son aquellos que no se destinan directamente al consumo, sino que sirven para continuar un proceso productivo. En este caso al principio del período de la ISI, 1950, las importaciones de bienes de capital significaban un 22,3% del total, mientras que en 1980 pasaron a ser el 17,4%. No obstante, estas importaciones no se mantuvieron en niveles decrecientes durante todo el período, sino que hubo altibajos, llegando en 1976 a su máximo del período llegando a ocupar el 27,3% de las exportaciones totales.
No obstante, no ocurrió lo mismo con las importaciones de bienes intermedios. Estos bienes son aquellos que ya han sufrido alguna transformación pero que necesitan algún proceso productivo más para convertirse en productos finales. Como podemos observar, este tipo de importaciones son las que más peso tienen dentro de las exportaciones totales ya que en general suponen en torno a un 50% o 60% de ellas. En este tipo de importaciones podemos decir que ocurrió todo lo contrario que con los otros dos tipos de importaciones, ya que las importaciones de bienes intermedios crecieron prácticamente en todo el período, pasando en 1950 de un 51,1% a un 65,5% en 1980.
Como conclusión podríamos decir que en materia de importaciones la ISI no tuvo un éxito rotundo, ya que no se alcanzaron todos los objetivos. La economía guatemalteca en este sentido se quedó a medias, ya que solo se consiguieron reducir las importaciones de consumo y de capital.
Viendo el escaso éxito que la ISI tuvo para la economía guatemalteca, sin necesidad de ver los datos para el déficit público, podemos intuir que va a seguir la tónica de la mayoría de los países latinoamericanos, y es que la ISI implicó un aumento desmesurado del gasto público para casi todas las economías. Y en el caso de Guatemala no fue diferente.
En 1950 la economía presentaba un déficit en torno al -0,5% pero que con los primeros tres o cuatro años de andadura con el modelo ISI se solventó teniendo un superávit del 0,5%. Este hecho, quiero decir, que la economía guatemalteca se mantuviera en superávit, solo duró un par de años. A partir de entonces, se empezaron a registrar brutales déficits públicos llegando en 1976 a un déficit del 3,78%. Esto se da porque los gastos ocasionados por el modelo de sustitución de importaciones no podrían cubrirse con los ingresos que el país generaba, ya que básicamente el 72% de estos ingresos venían de los impuestos de los ciudadanos.Como podemos observar a partir de 1953 se empieza a registrar una bajada, que en tan solo 3 años pasó de un 0,5% a un -2,34%.
A partir de que en 1956 se tocara fondo, se plantearon políticas para contener el gasto público, que en un principio comenzaron a dar sus frutos y en 1960 el déficit se situó en un 0,67%. Pero no consiguieron equilibrar la balanza gasto-ingreso, como se puede ver en el periodo en 1960 u 1971, en el que se producen unos altibajos podríamos decir que cíclicos, se alcanzaban niveles de -0,5% y dos años después se volvía a llegar a niveles de -1,8%. A partir de 1971 se comenzó a desequilibrar la balaza nuevamente, y aunque en 1975 se conseguía volver los niveles de 1971. pero todos estos esfuerzos fueron en vano y en 1976 se alcanzó la cifra récord del periodo en cuanto a déficit público, como hemos mencionado anteriormente se llegó a un -3,78%. Y aunque pocos años después este nivel se recuperó no tardó en volver a retroceder y se situó en 1980 en un déficit cercano al -3%.
Ante estos niveles de gasto público, y visto que los ingresos que el país generaba por sí mismos no eran suficientes, se optó por un endeudamiento primero interno, y después externo para intentar equilibrar la balanza, pero estas medidas no fueron suficientes, y como veremos más adelante, esto no hizo más que empeorar la situación. Por último nos queda ver, si, aun así, el hecho de haber implantado el modelo de sustitución de importaciones, que sobre todo sirve para industrializar el país, sirvió de algo en este sentido, ya que como hemos visto, para lo demás no sirvió de mucho.
Como podemos observar la ISI supuso un crecimiento significativo del sector industrial, pero sin que este se desarrollara. La industrialización apenas ha transformado las estructuras dependientes de la economía o aumentado el nivel de vida de la mayor parte de la población del país. Guatemala siguió siendo un país agrícola, y las posibilidades de un futuro crecimiento industrial y de una diversificación son limitadas.
No obstante, la industria ha crecido bastante desde 1950 pasando de un 11% en ese año, y llegando a un 15% en 1980. Aunque no nos parezca un crecimiento muy espectacular hay que decir, que para como le ha ido a Guatemala con la ISI es bastante. Se establecieron muchas empresas nuevas, con grandes inversiones de capital y mecanización. El resultado fue una modesta diversificación de la economía y la creación de miles de nuevos empleos. Sin embargo, la industrialización no satisfizo las expectativas.

## Sectores económicos principales
El sector más grande en la economía guatemalteca es la agricultura, siendo Guatemala el mayor exportador de cardamomo a nivel mundial, el quinto exportador de azúcar y el séptimo productor de café. El sector del turismo en Guatemala es el segundo generador de divisas para el país, mientras que la industria es una importante rama de la economía guatemalteca y el sector de servicios que año tras año cobra mayor importancia, por lo que convierte la típica economía guatemalteca basada en la agricultura en una economía basada en la prestación de servicios. 
Los sectores que más aportes generan al PIB en Guatemala son:
- Agricultura, Ganadería y Pesca: El sector agrícola conforma un cuarto del PIB, dos tercios de las exportaciones, y la mitad de la fuerza laboral. Los productos agrícolas principales son café, caña de azúcar, bananos y plátanos. También se cultiva tabaco, algodón, maíz, frutas y todo tipo de hortalizas. El país destaca por el cultivo de productos agrícolas no tradicionales como brócoli, arveja china, col de Bruselas, ajonjolí, espárragos y chile, que en su mayor parte se destinan al comercio exterior. Guatemala cuenta con ganadería, básicamente para consumo interno y un pequeño porcentaje para exportación a Honduras y El Salvador. La pesca es importante principalmente en la costa sur, los principales productos de exportación son los camarones, langostas y calamares. Los departamentos de Escuintla y Retalhuleu son los más importantes para la pesca. Por su aridez, el llamado corredor seco que cubre parte de los departamentos de Baja Verapaz, Zacapa, El Progreso, Jalapa, Chiquimula, Jutiapa y Santa Rosa, es muy vulnerable a las sequías, no cuenta con seguridad alimentaria además de tener un alto grado de pobreza extrema.
- Minería: el único metal existente en grandes cantidades es el níquel, cuya extracción se destina mayoritariamente a la exportación —la explotación de níquel en El Estor, Izabal por la compañía canadiense EXMIBAL fue fuente de conflictos durante la Guerra Civil de Guatemala, especialmente en la década entre 1976 y 1986.  Existen en el país grandes minas de oro y plata así como de jade y cobre. La mina más grande del país pertenece a la compañía Canadiense Goldcorp, que se dedica a la explotación de oro para la exportación.
- Manufactura y construcción: conforman un quinto del PIB. Las principales industrias son: transformación de alimentos, ensamblado de vehículos, aparatos eléctricos, pinturas, farmacéuticas, bebidas alcohólicas y no alcohólicas, editoriales y textiles, entre otras. La Ley de Propiedad Industrial vela por los derechos de la propiedad intelectual sobre patentes de invención y signos distintivos, lo que contempla la denominación de origen y la marca de certificación. Las principales industrias del país son de capital extranjero como American British Tabaco, Menarini, Laprin, Unipharm, Ambev. Existen muchas otras de capital mixto como Toyota, Hino, Mabe, General Electric, y empresas guatemaltecas como Kern´s, Cervecería Centroamericana, Cementos Progreso, etc.
- Turismo en Guatemala: el turismo se convirtió en uno de los motores principales de la economía, una industria que reportó más de $1,800 millones de dólares en el año 2008. Guatemala recibe alrededor de dos millones de turistas anualmente. En los últimos años se ha originado la visita de muchos cruceros que tocan puertos marítimos importantes de Guatemala, lo que conlleva la visita de más turistas al país.

En su territorio se encuentran fascinantes enclaves arqueológicos mayas (Tikal en el Petén, Quiriguá en Izabal, Iximché en Tecpán Chimaltenango, y en la Ciudad de Guatemala); además el lago de Atitlan y la ciudad colonial de Antigua Guatemala tienden a ser los más visitados por turistas extranjeros.
Guatemala cuenta con el apoyo del Instituto Guatemalteco de Turismo (INGUAT) con el objetivo de impulsar los lugares turísticos del país; no solo a nivel nacional sino también para promover el turismo en el extranjero.